# Теремія-Маре
Теремія-Маре (рум. Teremia Mare) — село у повіті Тіміш в Румунії. Входить до складу комуни Теремія-Маре.
Село розташоване на відстані 467 км на північний захід від Бухареста, 57 км на захід від Тімішоари.

## Населення
За даними перепису населення 2002 року у селі проживали 2480 осіб.
Національний склад населення села:
| Національність | Кількість осіб | Відсоток |
| -------------- | -------------- | -------- |
| румуни         | 2139           | 86,3%    |
| угорці         | 207            | 8,3%     |
| німці          | 58             | 2,3%     |
| цигани         | 54             | 2,2%     |
| українці       | 10             | 0,4%     |
| серби          | 8              | 0,3%     |

Рідною мовою назвали:
| Мова       | Кількість осіб | Відсоток |
| ---------- | -------------- | -------- |
| румунська  | 2185           | 88,1%    |
| угорська   | 198            | 8,0%     |
| німецька   | 44             | 1,8%     |
| циганська  | 32             | 1,3%     |
| українська | 11             | 0,4%     |
| сербська   | 6              | 0,2%     |